# Caso Marcelo Verd y Sara Palacio
El Caso Marcelo Verd y Sara Palacio refiere el secuestro el 2 de julio de 1971 de la pareja Marcelo Aburneo Verd y Sara Eugenia Palacio -quienes continúan desaparecidos- durante la autodenominada Revolución Argentina, durante la presidencia de facto del teniente general Lanusse. Se trató del primer secuestro de militantes de izquierda en Argentina y el inicio de la desaparición forzada como método del terrorismo de Estado en el país y que encontraría su apogeo en el Proceso de Reorganización Nacional.

## Vida
Marcelo conoció a Sara en Córdoba, mientras estudiaban. Ambos militaban en la Federación Universitaria Argentina. El cursaba odontología, ella medicina. Se casaron en 1962. Recibidos y becados partieron con sus dos hijas a Francia, donde tomaron contacto con los protagonistas del famoso Mayo francés.
Para 1969 vuelven al país y se relacionan con las Fuerzas Armadas Revolucionarias (FAR) participando en actividades guerrilleras de la naciente organización, tanto a nivel político como militar. Los dos participaron en el copamiento de la ciudad de Garín realizado por las FAR el 30 de julio de 1970 en el que los guerrilleros mataron un policía.
Hacia fines de 1970 se separaron de las FAR y se radicaron en San Juan, según el parecer de los militantes debido a que Verd rechazaba su nueva orientación que, a diferencia de la del ELN, privilegiaba la lucha nacional y se acercaba progresivamente al peronismo.

## Secuestro
En noviembre de 1970 la pareja se instala en la ciudad de San Juan. De su casa, en Arenales al 900 del barrio Villa del Carril, son secuestrados por ocho hombres, presumiblemente militares y policías de civil, que llamaron a la puerta a las 9 de la mañana del 2 de julio de 1971, momentos antes de que Marcelo comenzara a atender en su consultorio. Desde entonces nadie volvió a tener noticias del matrimonio.
Si bien nunca hubo prueba ni causa judicial alguna, el Ejército los acusaba de haber intervenido en el robo de armas de un camión militar, en Pilar, provincia de Buenos Aires, resonante hecho dirigido por el guerrillero Juan Pablo Maestre en el que murió al teniente Mario César Asúa y quedó parapléjico al conscripto Hugo Alberto Vacca.

## Consecuencias
La primicia sobre el secuestro la dio el mismo día del hecho el periodista Carlos Alberto Aguilar para su programa El sonido y la nota emitido por LV1 Radio Colón. La familia mendocina de Palacio se enteró del rapto por esta crónica y permitió que se trasladara a San Juan para reunirse con los parientes de Verd. Al día siguiente concurrieron al domicilio de la pareja y comprobaron que estaba revuelto y con pintadas e hicieron la denuncia ante la policía. Durante la investigación se hizo evidente la falta de preocupación de las autoridades por el hecho y estas se dedicaron con ahínco a indagar sobre la presunta «actividad extremista» de la pareja. Finalmente el juez federal sanjuanino Mario Gerarduzzi imputó a Marcelo Verd por «actividades subversivas», convirtiéndolo además en un prófugo de la justicia. A pesar de la temprana crónica del periodista, el rapto ganó interés mediático recién dos días después de haberse efectuado y a raíz del caso de Juan Pablo Maestre y Mirta Misetich, aunque la mayoría de la prensa colaboraba a desunir la intervención de los organismos de seguridad en los hechos y a demonizar a las víctimas, mientras que los periodistas sanjuaninos divulgaban la hipótesis del autosecuestro con respecto a los Verd. Los medios de comunicación dejaron «caer en el olvido» los sucesos a partir de la primera semana, hasta que Carlos Alberto Aguilar hizo trascender en una emisión de su programa de televisión Meridiano 70 por el Canal 8 de San Juan la noticia de que estarían detenidos en Buenos Aires, en «dependencias de un servicio de seguridad» y que Leopoldo Bravo, exgobernador de la provincia de San Juan, había viajado allí para interceder –a pedido del periodista deportivo radial Aburnio Verd, padre de Marcelo– ante Arturo Mor Roig, que se desempeñaba como Ministro del Interior, o algún otro funcionario de alta jerarquía. Ante la primicia, Bravo recibió gran cantidad de llamas telefónicas y reconoció que efectivamente había hecho la gestión, pero se negó a dar información al respecto. Aburnio Verd además había interpuesto mediante sus abogados un habeas corpus para dar con el paradero de su hijo, presentado a la Policía de San Juan, a la Policía Federal y al Ejército Argentino, pero la respuesta de los organismos de seguridad fue negativa. La revista Así de Hector Ricardo García también vivificó el rapto de la pareja con su publicación del 29 de julio. La portada de esta fue una fotografía del casamiento de Marcelo Verd y Sara Palacio, además de destinarle las 6 páginas centrales. El periodista Jorge Marrone se refirió al hecho como «la crónica de un extraño suceso que se suma a la ola de secuestros y desapariciones que alarma al país».
Verd fue torturado en procura de información. Presumiblemente cumplió con lo que, en la organización a la que pertenecía y tomando como modelo al FLN de Argelia, se había considerado exigible para un militante: resistir la tortura durante las horas suficientes como para que sus compañeros pudieran ponerse a salvo. En todo caso, su declaración bajo tormento hizo posible que el 7 de julio se intentara el secuestro, en Buenos Aires, de su compañero Roberto Quieto, perteneciente a la misma organización. Esta operación fue frustrada porque la resistencia de Quieto y su esposa alertaron a un auto policial, que interceptó a los secuestradores: estos se identificaron como policías y no tuvieron más remedio que convertir en legal la detención del militante.